# Kennett Square, Pennsylvania
Kennett Square là một thị trấn thuộc quận Chester, tiểu bang Pennsylvania, Hoa Kỳ. Năm 2010, dân số của thị trấn này là 6072 người.